# School (album)
 (mars 2023).
Si vous disposez d'ouvrages ou d'articles de référence ou si vous connaissez des sites web de qualité traitant du thème abordé ici, merci de compléter l'article en donnant les références utiles à sa vérifiabilité et en les liant à la section « Notes et références ».
School est un double album vinyle de John Zorn et Eugene Chadbourne paru en 1978. Il comprend des pièces de musique improvisée. Henry Kaiser, Bruce Ackley, Polly Bradfield, Davey Williams, LaDonna Smith et Mark Abbott figurent sur l'album. Il n'a pas été réédité en cd en tant que tel ; John Zorn a réédité les pièces de sa composition (Lacrosse) dans le coffret The Parachute Years en 1997, puis sur l'album Lacrosse en 2000 ; Chadbourne a fait paraître ses compositions sur l'album Vision-Ease sur le label House of Chadula (1978).

## Titres
| A1.   | Solitude              | 7:50  |
| A2.   | Duet                  | 2:45  |
| A3.   | The Return Of Romance | 6:20  |
| A4.   | The Shreeve           | 1:40  |
| A5.   | The Fling             | 2:39  |
| B1.   | Missing Persons       | 7:45  |
| B2.   | Welcome West          | 15:05 |
| C.    | Lacrosse-take 3       | 23:05 |
| D1.   | Lacrosse-take 4       | 19:02 |
| D2.   | Lacrosse-take 6       | 6:10  |
| 92:21 |                       |       |

## Personnel
- Mark Abbott – électronique
- Bruce Ackley – saxophone soprano
- Polly Bradfield – violon, alto, violon électrique
- Eugene Chadbourne – guitares, dobro, tiple, guitare basse
- Henry Kaiser – guitare électrique
- LaDonna Smith – violon, alto
- Davey Williams – banjo, guitares
- John Zorn – saxophone alto, clarinette, saxophone soprano